# Go-Ichijō
Cesarz Go-Ichijō (jap. 後一条天皇 Go-Ichijō tennō; 1008 – 1036) – 68 cesarz Japonii, według tradycyjnego porządku dziedziczenia.
Go-Ichijō panował w latach 1016–1036.
Mauzoleum cesarza Go-Ichijō znajduje się w Kioto. Nazywa się Bodaijuin no Misasagi.